# Bow (fiume)
Il Bow è un fiume del Canada lungo 587 km. Nasce in Alberta, sulle Montagne Rocciose Canadesi all'interno del Banff National Park. 
È tributario del South Saskatchewan, e le sue acque sono considerate l'inizio del fiume Nelson.
Il nome "Bow" si riferisce alle canne che crescono lungo le sue sponde e che furono usate dai locali nativi per costruire archi. Il nome Peigan per il fiume è "Makhabn", che significa "fiume dove nascono le canne per gli archi".

## Corso

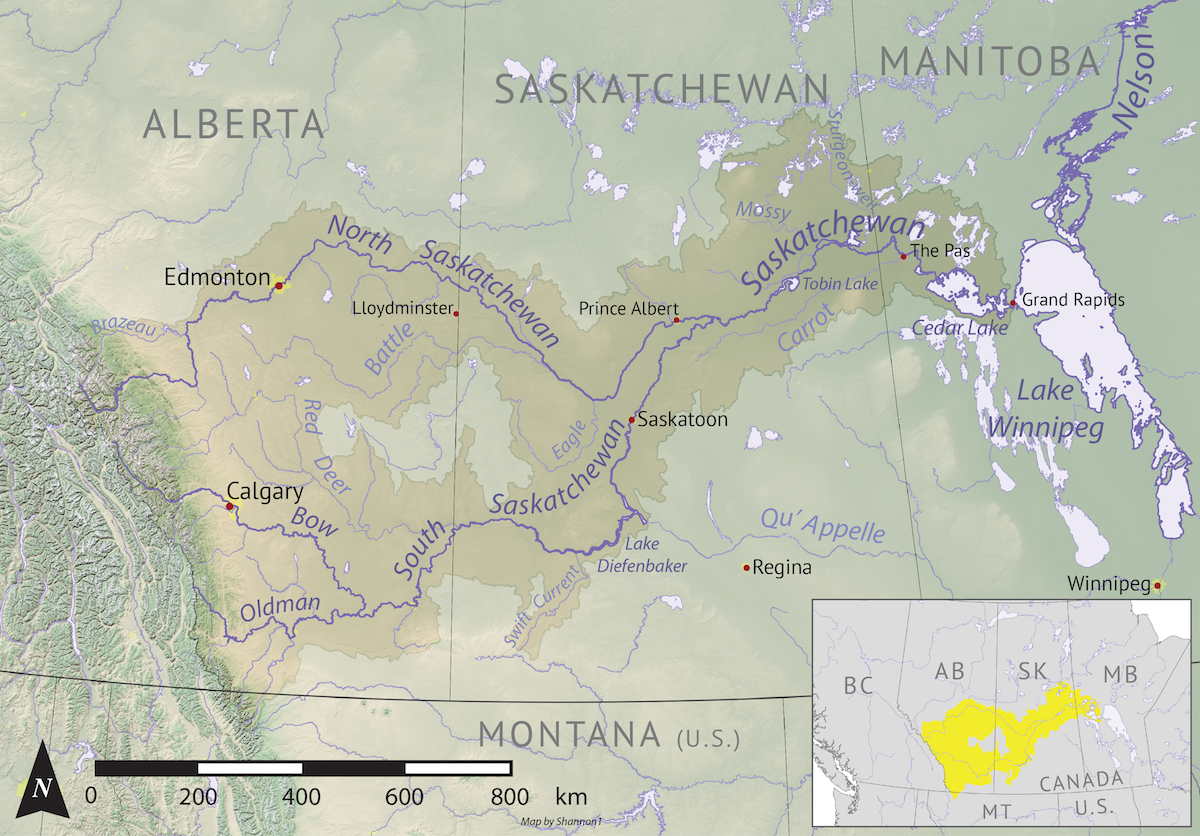
il bacino del fiume Saskatchewan

Le sorgenti del fiume sono presso il ghiacciaio Bow e il Bow Lake nelle Montagne Rocciose Canadesi. Scorre in direzione sud verso il paese di Lake Louise dopo di che gira verso est per scorrere attraverso le città di Banff, Canmore, Cochrane e di Calgary; prosegue fino a formare il fiume South Saskatchewan quando le sue acque si congiungono con quelle del fiume Oldman presso Grassy Lake. 
Le sue acque proseguiranno fino a gettarsi nella Baia di Hudson attraverso il fiume Saskatchewan, il lago Winnipeg ed il fiume Nelson.
Percorre in totale 587 km creando un bacino di 26200 km².

## Conservazione e sviluppo

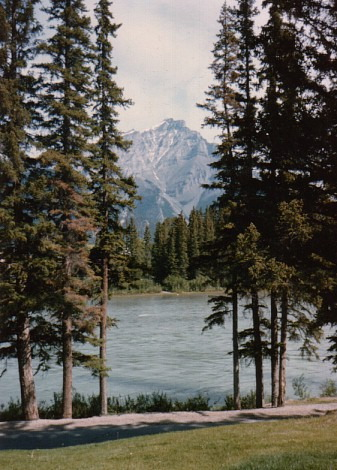
il fiume Bow e la Cascade Mountain presso Banff

Questo fiume è un'importante fonte di acqua potabile, di acqua per irrigazione e di energia idroelettrica. Fornisce inoltre un habitat naturale per la vita selvaggia e varie opportunità di ricreazione come la pesca ed il canottaggio. Le cascate note come Bow Falls sono situate vicino al centro di Banff. Il Bow Provincial Park fu stabilito nella Bow Valley ed è una parte del sistema di parchi del Kananaskis.

## Pesca
Il fiume Bow è anche conosciuto a livello internazionale per la pesca alla trota. Il fiume è popolato da numerose specie di pesci, tra cui molti tipi di trote. L'origine della riserva di trote nasce da un fatto curioso: nel 1925 un camion che trasportava circa 45.000 trote precipitò sulle rive del fiume in seguito ad un incidente. Il proprietario, piuttosto che lasciare morire le trote, preferì liberarle nel fiume. Da allora il Bow divenne il motore dell'industria della pesca, che frutta milioni di dollari ogni anno.

## Affluenti
Tra gli affluenti vi sono:
- Johnston Creek
- Spray
- Cascade
- Kananaskis
- Ghost
- Jumpingpound Creek
- Elbow
- Fish Creek
- Highwood
- West Arrowwood Creek
- Crowfoot Creek
- Newell Creeks
- Divide Creek
- Louise Creek, emissario del lago Louise

## Galleria d'immagini

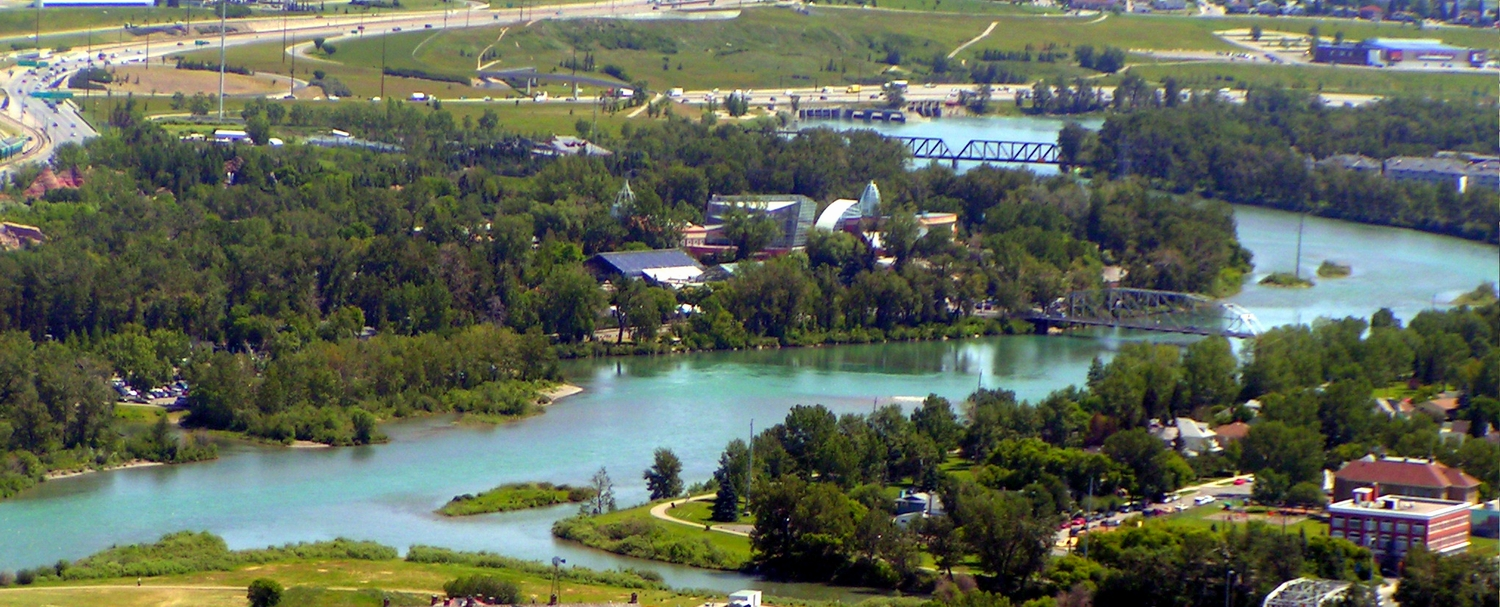
il fiume Bow con lo zoo di Calgary
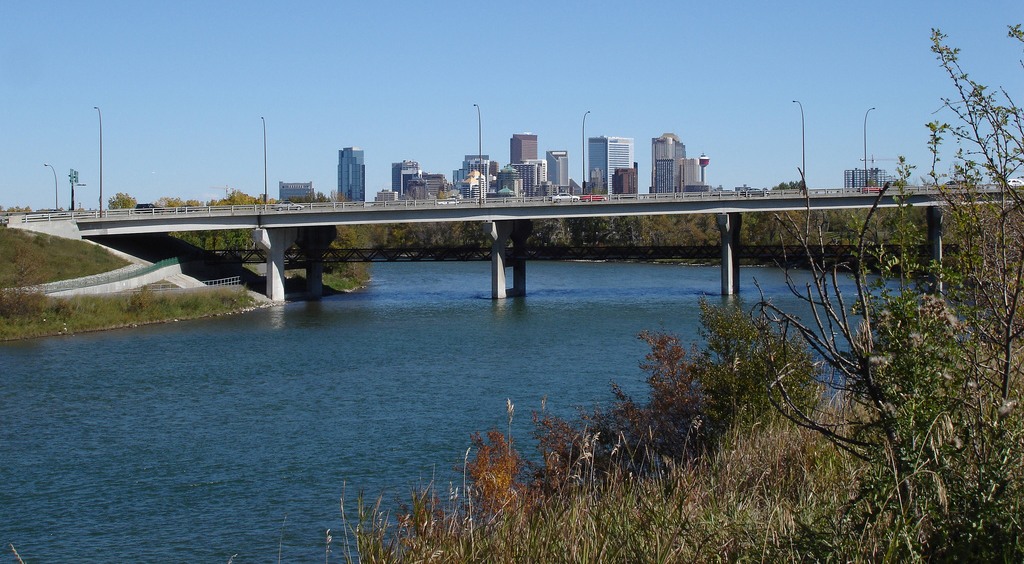
il fiume Bow a Calgary